# Paspalum lilloi
Paspalum lilloi (Poaceae) es una especie diploide perteneciente al género Paspalum que crece exclusivamente en las Cataratas del Iguazú (compartidas por Brasil y Argentina). Debido a su dependencia de este hábitat y a las amenazas como las fluctuaciones en los niveles de agua, la planta ha sido declarada en peligro crítico de extinción y Monumento Natural en la provincia de Misiones, Argentina.

## Características
Pertenece al género Paspalum, conocido por incluir diversas especies de gramíneas. Es endémica de las Cataratas del Iguazú, creciendo exclusivamente en las rocas y acantilados bañados por las cascadas.
Es perenne, y suele crecer en forma de macolla (tallos que emergen desde un mismo punto en la base) pudiendo alcanzar alturas de hasta un metro. Sus hojas son largas y delgadas, con un color verde intenso.
Tiene importancia en la conservación del suelo y en la biodiversidad de los ecosistemas donde se encuentra. Además, puede tener un valor en la restauración de pastizales degradados.

## Peligro de extinción
Su hábitat extremadamente restringido, de apenas 8 kilómetros cuadrados, hace que la planta sea muy vulnerable a las fluctuaciones en los niveles de agua y otros cambios ambientales, especialmente los provocados por la actividad humana. Debido a esta fragilidad y a su dependencia de un ambiente tan específico, el Paspalum lilloi ha sido incluido en la Lista Roja de la Unión Internacional para la Conservación de la Naturaleza (UICN) como especie en peligro crítico de extinción.
La situación crítica de esta especie llevó a la provincia de Misiones a declararla Monumento Natural, una distinción que garantiza su protección legal y resalta la importancia de su conservación. Esta designación es el resultado de años de trabajo conjunto entre científicos, universidades y el gobierno de Misiones. Investigadores de la Universidad Nacional de Misiones (UNaM), la Universidad Nacional del Nordeste (UNNE), la Facultad de Agronomía de la UBA (FAUBA), y el CONICET han estudiado profundamente la biología y ecología de Paspalum lilloi, aportando el conocimiento necesario para su protección oficial.
Ana Honfi, investigadora del CONICET y docente en la UNaM, ha subrayado que la declaración de Monumento Natural no solo protege la especie, sino también su hábitat, las Cataratas del Iguazú. La distinción también permite controlar las fluctuaciones hídricas generadas por represas, como la de Itaipú, que han afectado otros saltos de agua donde la planta solía crecer.
Proteger al Paspalum lilloi es un desafío debido a su crecimiento en lugares inaccesibles dentro de las cascadas, lo que complica su estudio y recolección. Gabriel Rua, docente de la FAUBA, ha mencionado que aunque la planta ha sido cultivada durante 30 años en Buenos Aires sin florecer, solo logró hacerlo en Corrientes, donde se recrearon las condiciones de su hábitat natural.